# França nos Jogos Olímpicos de Inverno de 2006
A França mandou 190 competidores para os Jogos Olímpicos de Inverno de 2006, em Turim, na Itália. A delegação conquistou 9 medalhas no total, sendo três de ouro, duas de prata e quatro de bronze.

## Medalhas
| Atleta                                                                  | Esporte             | Evento                          | Medalha |
| ----------------------------------------------------------------------- | ------------------- | ------------------------------- | ------- |
| Vincent Defrasne                                                        | Biatlo              | Perseguição masculino           | Ouro    |
| Florence Baverel-Robert                                                 | Biatlo              | Velocidade feminino             | Ouro    |
| Antoine Deneriaz                                                        | Esqui alpino        | Downhill masculino              | Ouro    |
| Joel Chenal                                                             | Esqui alpino        | Slalom gigante masculino        | Prata   |
| Roddy Darragon                                                          | Esqui cross-country | Velocidade individual masculino | Prata   |
| Julien Robert Vincent Defrasne Ferreol Cannard Raphael Poiree           | Biatlo              | Revezamento masculino           | Bronze  |
| Delphyne Peretto Florence Baverel-Robert Sylvie Becaert Sandrine Bailly | Biatlo              | Revezamento feminino            | Bronze  |
| Sandra Laoura                                                           | Esqui estilo livre  | Moguls feminino                 | Bronze  |
| Paul-Henri Delerue                                                      | Snowboard           | Snowboard cross feminino        | Bronze  |

## Desempenho

### Biatlo
| Atleta                                                                  | Evento                     | Final     | Final | Final             |
| Atleta                                                                  | Evento                     | Tempo     | Pen.  | Pos.              |
| ----------------------------------------------------------------------- | -------------------------- | --------- | ----- | ----------------- |
| Sandrine Bailly                                                         | Velocidade feminino        | 22:43.0   | 2     | 6                 |
| Sandrine Bailly                                                         | Perseguição feminino       | 39:39.47  | 3     | 12                |
| Sandrine Bailly                                                         | Largada coletiva feminina  | 42:21.5   | 4     | 10                |
| Sandrine Bailly                                                         | Individual feminino        | 51:58.2   | 3     | 6                 |
| Florence Baverel-Robert                                                 | Velocidade feminino        | 22:31.4   | 0     | Medalha de ouro   |
| Florence Baverel-Robert                                                 | Perseguição feminino       | 39:57.62  | 4     | 13                |
| Florence Baverel-Robert                                                 | Largada coletiva feminina  | 41:40.5   | 2     | 5                 |
| Florence Baverel-Robert                                                 | Individual feminino        | 54:14.1   | 5     | 26                |
| Sylvie Becaert                                                          | Velocidade feminino        | 24:12.9   | 0     | 30                |
| Sylvie Becaert                                                          | Perseguição feminino       | 43:17.10  | 3     | 34                |
| Sylvie Becaert                                                          | Largada coletiva feminina  | 45:38.4   | 6     | 26                |
| Sylvie Becaert                                                          | Individual feminino        | 53:59.0   | 2     | 24                |
| Ferreol Cannard                                                         | Velocidade masculino       | 28:19.7   | 1     | 32                |
| Ferreol Cannard                                                         | Perseguição masculino      | 40:07.71  | 6     | 40                |
| Vincent Defrasne                                                        | Velocidade masculino       | 26:54.2   | 1     | 4                 |
| Vincent Defrasne                                                        | Perseguição masculino      | 35:20.2   | 3     | Medalha de ouro   |
| Vincent Defrasne                                                        | Largada coletiva masculina | 48:20.7   | 4     | 11                |
| Vincent Defrasne                                                        | Individual masculino       | 59:16.1   | 6     | 34                |
| Simon Fourcade                                                          | Individual masculino       | 59:01.7   | 3     | 31                |
| Delphyne Peretto                                                        | Velocidade feminino        | 23:31.2   | 0     | 14                |
| Delphyne Peretto                                                        | Perseguição feminino       | 41:52.85  | 3     | 26                |
| Delphyne Peretto                                                        | Largada coletiva feminina  | 45:39.9   | 5     | 27                |
| Delphyne Peretto                                                        | Individual feminino        | 55:40.5   | 3     | 40                |
| Raphael Poiree                                                          | Velocidade masculino       | 27:19.0   | 1     | 8                 |
| Raphael Poiree                                                          | Perseguição masculino      | DNF       | DNF   | DNF               |
| Raphael Poiree                                                          | Largada coletiva masculina | 48:24.9   | 2     | 12                |
| Raphael Poiree                                                          | Individual masculino       | 57:21.1   | 3     | 20                |
| Julien Robert                                                           | Velocidade masculino       | 27:54.1   | 0     | 18                |
| Julien Robert                                                           | Perseguição masculino      | 37:15.95  | 1     | 10                |
| Julien Robert                                                           | Largada coletiva masculina | 48:51.8   | 2     | 16                |
| Julien Robert                                                           | Individual masculino       | 55:59.4   | 0     | 6                 |
| Julien Robert Ferreol Cannard Vincent Defrasne Raphael Poiree           | Revezamento masculino      | 1:22:35.1 | 6     | Medalha de bronze |
| Delphyne Peretto Florence Baverel-Robert Sylvie Becaert Sandrine Bailly | Revezamento feminino       | 1:18:38.7 | 8     | Medalha de bronze |

### Bobsleigh
| Atleta                                                                     | Evento             | Final      | Final      | Final      | Final       | Final       | Final |
| Atleta                                                                     | Evento             | 1ª corrida | 2ª corrida | 3ª corrida | 4ª corrida  | Total       | Pos.  |
| -------------------------------------------------------------------------- | ------------------ | ---------- | ---------- | ---------- | ----------- | ----------- | ----- |
| Bruno Mingeon Stephane Galbert                                             | Duplas masculinas  | 56.49      | 56.75      | 57.11      | Não avançou | Não avançou | 21    |
| Bruno Mingeon Christophe Fouquet Pierre-Alain Menneron Alexandre Vanhoutte | Equipes masculinas | 56.09      | 56.08      | 55.87      | 55.71       | 3:43.75     | 18    |

### Combinado nórdico
| Nicolas Bal                                                 | Velocidade           | 95.4  | 39  | 2:01 | 20:06.7 +1:37.7 | 27  |
| Nicolas Bal                                                 | Individual Gundersen | 188.5 | 42  | 4:56 | 44:28.9 +4:44.3 | 31  |
| François Braud                                              | Individual Gundersen | 194.0 | 37  | 4:34 | 47:02.3 +7:17.7 | 42  |
| Jason Lamy Chappuis                                         | Velocidade           | 124.4 | 2   | 0:05 | 18:51.5 +0:22.5 | 4   |
| Jason Lamy Chappuis                                         | Individual Gundersen | 257.0 | 3   | 0:22 | 41:34.0 +1:49.4 | 31  |
| Ludovic Roux                                                | Velocidade           | DNS   | DNS | DNS  | DNS             | DNS |
| Ludovic Roux                                                | Individual Gundersen | 211.5 | 29  | 3:24 | 43:42.6 +3:58.0 | 26  |
| François Braud Nicolas Bal Ludovic Roux Jason Lamy Chappuis | Equipes              | 848.2 | 6   | 1:05 | 51:24.6 +1:32.0 | 5   |

### Esqui alpino
| Atletas                 | Evento                   | Final      | Final      | Final      | Final   | Final            |
| Atletas                 | Evento                   | 1ª Corrida | 2ª Corrida | 3ª Corrida | Total   | Pos.             |
| ----------------------- | ------------------------ | ---------- | ---------- | ---------- | ------- | ---------------- |
| Anne-Sophie Barthet     | Slalom feminino          | 46.28      | 50.38      |            | 1:36.66 | 24               |
| Anne-Sophie Barthet     | Combinado feminino       | DNF        | DNF        | DNF        | DNF     | DNF              |
| Yannick Bertrand        | Downhill masculino       |            |            |            | 1:51.37 | 24               |
| Yannick Bertrand        | Super-G masculino        |            |            |            | 1:32.21 | 24               |
| Pierrick Bourgeat       | Slalom masculino         | 54.45      | 51.03      |            | 1:45.48 | 11               |
| Pierrick Bourgeat       | Combinado masculino      | 1:41.35    | 45.56      | 44.38      | 3:11.29 | 8                |
| Raphael Burtin          | Slalom gigante masculino | 1:20.70    | 1:20.29    |            | 2:40.99 | 21               |
| Joel Chenal             | Slalom gigante masculino | 1:16.80    | 1:18.27    |            | 2:35.07 | Medalha de prata |
| Pierre-Emmanuel Dalcin  | Downhill masculino       |            |            |            | 1:50.35 | 11               |
| Pierre-Emmanuel Dalcin  | Super-G masculino        | DNF        | DNF        | DNF        | DNF     | DNF              |
| Antoine Deneriaz        | Downhill masculino       |            |            |            | 1:48.80 | Medalha de ouro  |
| Antoine Deneriaz        | Super-G masculino        |            |            |            | 1:31.49 | 11               |
| Thomas Fanara           | Slalom gigante masculino | DNF        | DNF        | DNF        | DNF     | DNF              |
| Jean-Baptiste Grange    | Slalom masculino         | 54.84      | DNF        | DNF        | DNF     | DNF              |
| Jean-Baptiste Grange    | Combinado masculino      | 1:44.05    | 44.63      | 43.83      | 3:12.51 | 13               |
| Ingrid Jacquemod        | Downhill feminino        |            |            |            | 1:58.46 | 16               |
| Ingrid Jacquemod        | Super-G feminino         |            |            |            | 1:35.28 | 32               |
| Ingrid Jacquemod        | Slalom gigante feminino  | 1:02.56    | 1:11.49    |            | 2:14.05 | 21               |
| Florine de Leymarie     | Slalom feminino          | 43.40      | 47.99      |            | 1:31.39 | 11               |
| Marie Marchand-Arvier   | Downhill feminino        |            |            |            | 1:31.45 | 15               |
| Marie Marchand-Arvier   | Super-G feminino         |            |            |            | 1:34.82 | 25               |
| Marie Marchand-Arvier   | Combinado feminino       | 41.04      | 44.62      |            | 1:31.45 | 15               |
| Carole Montillet-Carles | Downhill feminino        |            |            |            | 2:01.03 | 28               |
| Carole Montillet-Carles | Super-G feminino         |            |            |            | 1:33.31 | 5                |
| Laure Pequegnot         | Slalom feminino          | DSQ        | DSQ        | DSQ        | DSQ     | DSQ              |
| Vanessa Vidal           | Slalom feminino          | 44.49      | 48.48      |            | 1:32.97 | 26               |
| Gauthier de Tessieres   | Super-G masculino        |            |            |            | 1:34.94 | 39               |
| Gauthier de Tessieres   | Slalom gigante masculino | DNF        | DNF        | DNF        | DNF     | DNF              |
| Stephane Tissot         | Slalom masculino         | DNF        | DNF        | DNF        | DNF     | DNF              |
| Jean-Pierre Vidal       | Slalom masculino         | DNS        | DNS        | DNS        | DNS     | DNS              |

### Esqui cross-country
| Atleta                                                                   | Evento                          | Preliminares | Preliminares | Quartas     | Quartas     | Semifinal   | Semifinal   | Final          | Final            |
| Atleta                                                                   | Evento                          | Total        | Pos.         | Total       | Pos.        | Total       | Pos.        | Total          | Pos.             |
| ------------------------------------------------------------------------ | ------------------------------- | ------------ | ------------ | ----------- | ----------- | ----------- | ----------- | -------------- | ---------------- |
| Elodie Bourgeois Pin                                                     | Clássico feminino               |              |              |             |             |             |             | 29:40.6        | 22               |
| Elodie Bourgeois Pin                                                     | Largada coletiva feminina       |              |              |             |             |             |             | 1:29:37.6      | 36               |
| Elodie Bourgeois Pin                                                     | Velocidade individual feminino  | 2:24.77      | 55           | Não avançou | Não avançou | Não avançou | Não avançou | Não avançou    | 55               |
| Roddy Darragon                                                           | Velocidade individual masculino | 2:16.76      | 10 Q         | 2:21.9      | 2 Q         | 2:19.9      | 2 Q         | 2:27.1         | Medalha de prata |
| Jean Marc Gaillard                                                       | Clássico masculino              |              |              |             |             |             |             | 40:09.2        | 23               |
| Jean Marc Gaillard                                                       | Largada coletiva masculina      |              |              |             |             |             |             | 2:06:19.9      | 11               |
| Emmanuel Jonnier                                                         | Perseguição combinada masculina |              |              |             |             |             |             | Did not finish | Did not finish   |
| Emmanuel Jonnier                                                         | Largada coletiva masculina      |              |              |             |             |             |             | 2:06:13.5      | 4                |
| Aurelie Perrillat Storti                                                 | Clássico feminino               |              |              |             |             |             |             | 30:35.9        | 37               |
| Aurelie Perrillat Storti                                                 | Velocidade individual feminino  | 2:19.28      | 34           | Não avançou | Não avançou | Não avançou | Não avançou | Não avançou    | 34               |
| Christophe Perrillat                                                     | Clássico masculino              |              |              |             |             |             |             | 40:12.0        | 24               |
| Christophe Perrillat                                                     | Perseguição combinada masculina |              |              |             |             |             |             | 1:20:12.0      | 35               |
| Karine Philippot                                                         | Perseguição combinada feminina  |              |              |             |             |             |             | 45:06.5        | 20               |
| Karine Philippot                                                         | Largada coletiva feminina       |              |              |             |             |             |             | 1:24:06.1      | 11               |
| Alexandre Rousselet                                                      | Clássico masculino              |              |              |             |             |             |             | 39:48.4        | 18               |
| Alexandre Rousselet                                                      | Perseguição combinada masculina |              |              |             |             |             |             | 1:19:17.0      | 27               |
| Alexandre Rousselet                                                      | Largada coletiva masculina      |              |              |             |             |             |             | 2:07:01.5      | 26               |
| Emilie Vina                                                              | Velocidade individual feminino  | 2:22.42      | 47           | Não avançou | Não avançou | Não avançou | Não avançou | Não avançou    | 47               |
| Vincent Vittoz                                                           | Clássico masculino              |              |              |             |             |             |             | 39:27.3        | 14               |
| Vincent Vittoz                                                           | Perseguição combinada masculina |              |              |             |             |             |             | 1:17:07.5      | 6                |
| Vincent Vittoz                                                           | Largada coletiva masculina      |              |              |             |             |             |             | 2:06:16.4      | 9                |
| Elodie Bourgeois Pin Aurelie Perrillat Storti                            | Velocidade por equipes feminino |              |              |             |             | 17:54.5     | 6           | Não avançou    | 11               |
| Christophe Perrillat Alexandre Rousselet Emmanuel Jonnier Vincent Vittoz | Revezamento masculino           |              |              |             |             |             |             | 1:44:22.8      | 4                |
| Aurelie Perrillat Storti Karine Philippot Cecile Storti Emilie Vina      | Revezamento feminino            |              |              |             |             |             |             | 56:41.4        | 9                |

### Esqui estilo livre
| Atleta          | Evento            | Preliminar | Preliminar | Final       | Final             |
| Atleta          | Evento            | Pontos     | Pos.       | Pontos      | Pos.              |
| --------------- | ----------------- | ---------- | ---------- | ----------- | ----------------- |
| Guilbaut Colas  | Moguls masculino  | 24.33      | 5 Q        | 23.60       | 10                |
| Sandra Laoura   | Moguls feminino   | 25.45      | 2 Q        | 25.37       | Medalha de bronze |
| Aurélien Lohrer | Aerials masculino | 188.27     | 22         | Não avançou | 22                |
| Pierre Ochs     | Moguls masculino  | 23.19      | 14 Q       | 21.37       | 17                |
| Silvan Palazot  | Moguls masculino  | 21.29      | 26         | Não avançou | 26                |

### Patinação artística
| Atleta                      | Evento               | Programa curto | Programa curto | Programa longo | Programa longo | Total  | Total |
| Atleta                      | Evento               | Pontos         | Pos.           | Pontos         | Pos.           | Pontos | Pos.  |
| --------------------------- | -------------------- | -------------- | -------------- | -------------- | -------------- | ------ | ----- |
| Frédéric Dambier            | Individual masculino | 61.17          | 19 Q           | 116.42         | 19             | 177.59 | 19    |
| Brian Joubert               | Individual masculino | 77.77          | 4 Q            | 135.12         | 7              | 212.89 | 6     |
| Marylin Pla Yannick Bonheur | Duplas               | 44.24          | 14             | 88.60          | 14             | 132.84 | 14    |

| Atleta                                | Evento        | Dança obrigatória | Dança obrigatória | Dança original | Dança original | Dança livre | Dança livre | Total  | Total |
| Atleta                                | Evento        | Pontos            | Pos.              | Pontos         | Pos.           | Pontos      | Pos.        | Pontos | Pos.  |
| ------------------------------------- | ------------- | ----------------- | ----------------- | -------------- | -------------- | ----------- | ----------- | ------ | ----- |
| Isabelle Delobel Olivier Schoenfelder | Dança no gelo | 36.44             | 7                 | 58.34          | 4              | 99.50       | 2           | 194.28 | 4     |
| Natalie Pechalat Fabian Bourzat       | Dança no gelo | 28.59             | 16                | 44.07          | 17             | 76.65       | 19          | 149.31 | 18    |

### Patinação de velocidade em pista curta
| Atleta                                                            | Evento                      | Preliminar | Preliminar  | Quartas     | Quartas     | Semifinal   | Semifinal   | Final            | Final |
| Atleta                                                            | Evento                      | Tempo      | Pos.        | Tempo       | Pos.        | Tempo       | Pos.        | Tempo            | Pos.  |
| ----------------------------------------------------------------- | --------------------------- | ---------- | ----------- | ----------- | ----------- | ----------- | ----------- | ---------------- | ----- |
| Stephanie Bouvier                                                 | 500 m feminino              | DSQ        | DSQ         | DSQ         | DSQ         | DSQ         | DSQ         | DSQ              | DSQ   |
| Stephanie Bouvier                                                 | 1000 m feminino             | 1:33.197   | 4           | Não avançou | Não avançou | Não avançou | Não avançou | Não avançou      | 20    |
| Stephanie Bouvier                                                 | 1500 m feminino             | 2:35.410   | 1 Q         |             |             | DSQ         | DSQ         | DSQ              | DSQ   |
| Maxime Chataignier                                                | 1000 m masculino            | DSQ        | DSQ         | DSQ         | DSQ         | DSQ         | DSQ         | DSQ              | DSQ   |
| Maxime Chataignier                                                | 1500 m masculino            | 2:23.966   | 4           | Não avançou | Não avançou | Não avançou | Não avançou | Não avançou      | 18    |
| Min Kyung Choi                                                    | 1000 m feminino             | 1:36.745   | 2 Q         | DSQ         | DSQ         | DSQ         | DSQ         | DSQ              | DSQ   |
| Myrtille Gollin                                                   | 1500 m feminino             | 2:38.442   | Não avançou | Não avançou | Não avançou | Não avançou | Não avançou | Não avançou      | 19    |
| Jean-Charles Mattei                                               | 1000 m masculino            | 21:28.009  | 3           | Não avançou | Não avançou | Não avançou | Não avançou | Não avançou      | 16    |
| Jean-Charles Mattei                                               | 1500 m masculino            | 2:43.543   | 5           | Não avançou | Não avançou | Não avançou | Não avançou | Não avançou      | 24    |
| Stephanie Bouvier Min Kyung Choi Myrtille Gollin Céline Lecompére | Revezamento 3000 m feminino |            |             |             |             | 4:21.898    | 3           | Final B 4:18.971 | 6     |

### Skeleton
| Atleta            | Evento    | Final      | Final      | Final   | Final |
| Atleta            | Evento    | 1ª corrida | 2ª corrida | Total   | Pos.  |
| ----------------- | --------- | ---------- | ---------- | ------- | ----- |
| Phillippe Cavoret | Masculino | 59.79      | 59.08      | 1:58.87 | 14    |

### Snowboard
Halfpipe
| Atleta           | Evento             | Preliminar | Preliminar | Preliminar | Preliminar | Final       | Final       | Final |
| Atleta           | Evento             | Pontos     | Pos.       | Pontos     | Pos.       | 1ª corrida  | 2ª corrida  | Pos.  |
| ---------------- | ------------------ | ---------- | ---------- | ---------- | ---------- | ----------- | ----------- | ----- |
| Cecile Alzina    | Halfpipe feminino  | 25.7       | 17         | 28.0       | 13         | Não avançou | Não avançou | 19    |
| Mathieu Crépel   | Halfpipe masculino | 37.4       | 8          | 34.2       | 11         | Não avançou | Não avançou | 17    |
| Sophie Rodriguez | Halfpipe feminino  | 33.9       | 7          | 33.8       | 7          | Não avançou | Não avançou | 13    |
| Doriane Vidal    | Halfpipe feminino  | 34.5       | 6 Q        |            |            | (26.1)      | 35.7        | 8     |
| Gary Zebrowski   | Halfpipe masculino | 30.7       | 17         | 43.3       | 2 Q        | 38.6        | (29.5)      | 6     |

Slalom gigante paralelo
| Atleta           | Evento                            | Preliminar | Preliminar | Oitavas                    | Quartas                | Semifinal                              | Final                                         | Final |
| Atleta           | Evento                            | Pontos     | Pos.       | Adversário Tempo           | Adversário Tempo       | Adversário Tempo                       | Adversário Tempo                              | Pos.  |
| ---------------- | --------------------------------- | ---------- | ---------- | -------------------------- | ---------------------- | -------------------------------------- | --------------------------------------------- | ----- |
| Isabelle Blanc   | Slalom gigante paralelo feminino  | 1:22.67    | 14         | FRA Pomagalski (3) D +1.77 | Não avançou            | Não avançou                            | Não avançou                                   | 14    |
| Mathieu Bozzetto | Slalom gigante paralelo masculino | 1:12.02    | 13 Q       | AUT Prommegger (4) V -0.54 | SUI Jaquet (5) V -1.54 | SUI Schoch (1) D +0.38                 | Disputa do bronze AUT Grabner (9) D DNF       | 4     |
| Nicolas Huet     | Slalom gigante paralelo masculino | 1:10.72    | 7          | SLO Flander (10) D +0.53   | Não avançou            | Não avançou                            | Não avançou                                   | 10    |
| Julie Pomagalski | Slalom gigante paralelo feminino  | 1:21.02    | 3 Q        | FRA Blanc (14) V -1.77     | SUI Meuli (6) D -1.43  | Disputa de 5º-8º SUI Bruhin (7) v-4.76 | Disputa de 5º-6º RUS Tudigescheva (1) D +1.04 | 6     |

Snowboard Cross
| Atleta             | Evento                    | Preliminar | Preliminar | Oitavas     | Quartas     | Semifinal   | Final                 | Final             |
| Atleta             | Evento                    | Pontos     | Pos.       | Posição     | Posição     | Posição     | Posição               | Pos.              |
| ------------------ | ------------------------- | ---------- | ---------- | ----------- | ----------- | ----------- | --------------------- | ----------------- |
| Deborah Anthonioz  | Snowboard cross feminino  | 1:30.89    | 9 Q        |             | 3           | Não avançou | Disputa de 9º-12º 2   | 10                |
| Paul-Henri Delerue | Snowboard cross masculino | 1:21.21    | 10 Q       | 2 Q         | 2 Q         | 1 Q         | 3                     | Medalha de bronze |
| Xavier Delerue     | Snowboard cross masculino | 1:20.97    | 5 Q        | 3           | Não avançou | Não avançou | Não avançou           | 18                |
| Sylvain Duclos     | Snowboard cross masculino | 1:22.55    | 25         | 4           | Não avançou | Não avançou | Não avançou           | 29                |
| Marie Laissus      | Snowboard cross feminino  | 1:30.46    | 8 Q        |             | 2 Q         | 3           | Disputa de 5º-8º 4    | 8                 |
| Julie Pomagalski   | Snowboard cross feminino  | 1:36.32    | 23         | Não avançou | Não avançou | Não avançou | Não avançou           | 23                |
| Karine Ruby        | Snowboard cross feminino  | 1:31.03    | 11 Q       |             | 4           | Não avançou | Dispuata de 13º-16º 4 | 16                |
| Pierre Vaultier    | Snowboard cross masculino | 1:23.75    | 35         | Não avançou | Não avançou | Não avançou | Não avançou           | 35                |

Legenda
| Recorde mundial      | Recorde mundial (World record)               |                       | Recorde africano                      | Recorde africano (African) |                                           | Q | Classificado por posição (Qualified) |
| Recorde olímpico     | Recorde olímpico (Olympic record)            | Recorde da América    | Recorde da América (Americas)         | q                          | Classificado por melhor tempo (Qualified) |   |                                      |
| Melhor marca do ano  | Melhor marca do ano (World leading)          | Recorde asiático      | Recorde asiático (Asian)              | DNS                        | Não largou (Did not start)                |   |                                      |
| Recorde nacional     | Recorde nacional (National record)           | Recorde europeu       | Recorde europeu (European)            | DNF                        | Não terminou (Did not finish)             |   |                                      |
| Recorde pessoal      | Recorde pessoal do atleta (Personal best)    | Recorde da Oceania    | Recorde da Oceania (Oceania)          | DSQ / DQ                   | Desclassificado (Disqualified)            |   |                                      |
| Recorde da temporada | Recorde da temporada do atleta (Season best) | Recorde sul-americano | Recorde sul-americano (South America) | NM                         | Sem marca (No mark)                       |   |                                      |